# Moritz Steinschneider
Moritz Steinschneider, né le 30 mars 1816 à Prossnitz, margraviat de Moravie et mort le 24 janvier 1907, est un bibliographe et orientaliste juif de Moravie.

## Éducation
Son père, Jacob Steinschneider (1782-1856), un talmudiste érudit est aussi versé dans les disciplines profanes, lui donne une première formation en hébreu. La maison de son père est le lieu de rencontre de nombreux hébraïstes progressistes, parmi lesquels son beau-frère, le médecin et écrivain Gideon Brecher.
Steinschneider signifie littéralement « tailleur de pierres ». Ceci semble indiquer que ses ancêtres occupaient la profession de joaillier ou de tailleur de pierres précieuses.
À l'âge de six ans, le petit Moritz est envoyé à l'école publique, ce qui est inédit à cette époque pour un enfant juif; et à l'âge de treize ans, il devient l'élève du rabbin Nahum Trebitsch, qu'il suit à Nikolsburg en 1832. L'année suivante, dans le but de poursuivre ses études talmudiques, il s'installe à Prague, où il restera jusqu'en 1836, suivant en parallèle des cours à l'École normale. Son compatriote Abraham Benisch, qui étudie aussi à Prague à cette même période, lance avec quelques amis intimes une sorte de mouvement sioniste auquel se joint Steinschneider. Plus tard en 1842, ce dernier voyant l'impraticabilité d'un tel programme, il le quitte définitivement.
En 1836 Steinschneider se rend à Vienne pour continuer ses études, et sur les conseils de son ami Leopold Dukes, il se consacre presque exclusivement à la littérature orientale et en hébreu moderne, et tout particulièrement à la bibliographie, qui deviendra son principal centre d'intérêt.
En tant que Juif, Steinschneider n'est pas autorisé à entrer à l'Académie orientale, et pour la même raison, il ne peut même pas obtenir la permission de copier des extraits des livres et des manuscrits en hébreu de la Bibliothèque impériale de Vienne. En dépit de ces inconvénients, il continue ses études en arabe, en syriaque et en hébreu avec le professeur Kaerle à la Faculté de théologie catholique de l'Université. À ce moment-là, il a l'intention d'embrasser la carrière rabbinique. À Vienne comme précédemment à Prague, il gagne sa vie en donnant des leçons et en enseignant entre autres sujets, l'italien.

### Carrière universitaire
Pour des raisons politiques, il est obligé de quitter Vienne, et décide d'aller à Berlin. Mais, incapable d'obtenir le passeport nécessaire, il s'installe à Leipzig. Là, à l'université, il continue ses études en arabe avec le professeur Fleischer. C'est à cette époque qu'il commence la traduction du Coran en hébreu et collabore avec Franz Delitzsch en éditant  'Etz Chayyim d'Aaron ben Elijah (Leipzig, 1841); mais les lois de la censure autrichienne ne lui permettent pas la publication avec son nom comme coéditeur. Pendant son séjour à Leipzig, il contribue à un grand nombre d'articles sur les littératures juive et arabe dans l'Universal Encyklopädie de Pierer.
Ayant finalement obtenu son passeport, Steinschneider part en 1839 pour Berlin, où il suit les cours universitaires de Franz Bopp sur la philologie comparative et l'histoire des littératures orientales. Il fait alors la connaissance de Leopold Zunz et de Abraham Geiger. En 1842, il retourne à Prague et en 1845, il suit Michael Sachs à Berlin; mais les tendances orthodoxes de ce dernier, lui font abandonner définitivement ses intentions de devenir rabbin. Il devient reporter au National-Zeitung pour les sessions de l'Assemblée nationale à Francfort et correspondant du Präger Zeitung. En 1844, avec David Cassel, il ébauche le Plan der Real-Encyclopädie des Judentums, qui sera publié dans le Literaturblatt des Orients; mais le projet final ne sera pas mené à bien par Steinscheider.
Le 17 mars 1848, Steinschneider, après beaucoup de difficultés, réussit à obtenir la nationalité prussienne. La même année, il est chargé de préparer le catalogue des livres en hébreu de la Bodleian Library de l'université d'Oxford (Catalogus Librorum Hebræorum in Bibliotheca Bodleiana, Berlin, 1852-60), un travail qui va l'occuper pendant treize années, durant lesquelles il passera quatre étés à Oxford.
En 1850, il reçoit le titre de docteur de l'université de Leipzig. En 1859, il est nommé maître de conférence à la Veitel-Heine Ephraim'sche Lehranstalt à Berlin, où ses conférences sont suivies par des étudiants aussi bien juifs que chrétiens. De 1860 à 1869 il est le représentant de la communauté juive auprès de l'administration, devant les tribunaux de la ville pour le serment more judaïco, ne laissant passer aucune opportunité pour protester contre ce restant d'humiliation moyenâgeuse. De 1869 à 1890, il est le directeur de la Mädchen-Schule (école de filles de la communauté juive), et en 1869, il est nommé assistant (Hilfsarbeiter) à la Bibliothèque royale de Berlin. De 1859 à 1882, il édite le périodique Hebräische Bibliographie. En 1872 et en 1876, il refuse des invitations respectivement de la Hochschule für die Wissenschaft des Judentums à Berlin et de la Landesrabbiner-Schule de Budapest, soutenant que les institutions adaptées pour le développement des sciences juives étaient l'université et non les séminaires théologiques juifs.

## Son domaine d'activité
Il choisit des domaines très éloignés de la théologie, par exemple, les mathématiques, la philologie, l'histoire naturelle et la médecine, pour démontrer ce que les Juifs ont apporté dans l'histoire générale de la civilisation (Kulturgeschichte). Tandis que Leopold Zunz a présenté les bases de la science juive, Steinschneider parachève de nombreuses parties essentielles de cet édifice. Il est le premier à donner une vision systématique de la littérature juive, jusqu'à la fin du XVIIIe siècle, et à publier les catalogues des livres et manuscrits en hébreu conservés dans les bibliothèques publiques européennes. Le catalogue de la bibliothèque Bodléienne assure sa réputation de plus grand bibliographe juif. Ce catalogue, ainsi que ceux des bibliothèques de Leyde, Munich, Hambourg et Berlin, de même que son Hebräische Bibliographie en vingt-deux volumes donnent une mine d'informations sur l'histoire et la littérature juive.
Une de ses œuvres les plus originales est Die Hebräischen Übersetzungen des Mittelalters und die Juden als Dolmetscher: Ein Beitrag zur Literaturgeschichte des Mittelalters; meistenteils nach Handschriftlichen Quellen (Les Traductions hébraïques du Moyen Âge et les Juifs comme interprètes: une contribution à l'histoire de la littérature médiévale; principalement d'après des sources manuscrites), Berlin, 1893, projeté dès 1849. Tandis qu'il écrit sur la littérature juive pour l’Allgemeine Encyclopädie der Wissenschaften und Künste (« Encyclopédie générale des sciences et des arts ») de Ersch et de Gruber, il prend conscience de l'absence de sources sur l'influence des œuvres étrangères sur la littérature juive (1844-1847). Il se décide alors à compléter les monographies de Huet, Jourdain, Wüstenfeld et Johann Georg Wenrich sur l'histoire des traductions, en prenant comme sujet la littérature en hébreu moderne. En 1880, l'Institut de France lui offre une récompense pour une bibliographie complète des traductions en hébreu du Moyen Âge; Steinschneider obtient ce prix avec deux monographies écrites en français en 1884 et 1886. Son Übersetzungen est une traduction enrichie de celles-ci en allemand.
Steinschneider écrit avec une égale facilité en allemand, latin, français, italien et hébreu; son style n'est pas populaire, réservé seulement aux « lecteurs qui connaissent déjà quelque chose et qui désirent augmenter leurs connaissances »; mais, curieusement, il n'hésite pas aussi à écrire avec Horwitz, un petit livre de lecture pour les enfants des écoles, Imre Binah (1846), et d'autres livres scolaires pour l'école primaire de Sassoon accueillant les Bene-Israel de Bombay. En 1839, il écrit Eine Uebersicht der Wissenschaften und Künste Welche in Stunden der Liebe Nicht Uebersehen Sind (« Un aperçu des sciences et des arts que l'on n'oublie pas même aux heures de l'amour ») pour le Pester Tageblatt de Saphir et en 1846 Manne, un volume de poèmes adaptés de la poésie hébraïque qu'il dédie à sa fiancée, Augusta Auerbach, qu'il épousera en 1848.
En 1860, il crée le terme "antisémite" pour dénoncer les « préjugés antisémites » d'Ernest Renan.

## Ses œuvres
Les œuvres indépendantes les plus importantes de Steinschneider sont classées ci-dessous par ordre chronologique :
- 'Etz Chayyim, Ahron ben Elias aus Nikomedien des Karäer's System der Religionsphilosophie, etc., rédigé avec Franz Delitzsch. Leipzig, 1841.
- Die Fremdsprachlichen Elemente im Neuhebräischen (Les éléments provenant des langues étrangères dans l'hébreu moderne), Prague, 1845.
- Imre Binah: Spruchbuch für Jüdische Schulen (Imre Binah: livres de maximes pour les écoles juives), rédigé avec A. Horwitz. Berlin, 1847.
- Manna (adaptations de poésies hébraïques du XIe au XIIIe siècle), Berlin, 1847.
- Jüdische Literatur, dans l'"Encyc." de Ersch et Gruber, section ii, part 27, p. 357-376, Leipzig, 1850 (version anglaise par William Spottiswoode, "Jewish Literature from the Eighth to the Eighteenth Century," Londres, 1857; version en hébreu par Henry Malter, "Sifrut Yisrael," Vilnius, 1899).
- Catalogus Librorum Hebræorum in Bibliotheca Bodleiana, Berlin, 1852-60.
- Die Schriften des Dr. Zunz (Les écrits du Dr Zunz), Berlin, 1857.
- Alphabetum Siracidis ... dans Integrum Restitutum et Emendatum, etc., Berlin, 1858.
- Catalogus Codicum Hebræorum Bibliothecæ Academiæ Lugduno-Batavæ (avec 10 tables lithographiques contenant des exemples d'auteurs karaïtes), Leyde, 1858.
- Bibliographisches Handbuch über die Theoretische und Praktische Literatur für Hebräische Sprachkunde (Manuel bibliographique sur la littérature théorique et pratique pour le linguiste en hébreu), Leipzig, 1859 (avec corrections et additions, ib. 1896).
- Reshit ha-Limmud, un premier livre pour l'étude de l'hébreu pour l'École du Dr Sassoon de Bombay. Berlin, 1860.
- Zur Pseudoepigraphischen Literatur, Insbesondere der Geheimen Wissenschaften des Mittelalters. Aus Hebräischen und Arabischen Quellen (Sur la littérature pseudoépigraphique, en particulier les sciences secrètes du Moyen Âge. À partir des sources hébraïques et arabes), Berlin, 1862.
- Alfarabi des Arabischen Philosophen Leben und Schriften, etc (Vie et écrits du philosophe arabe Alfarabi), Saint-Pétersbourg, 1869.
- Die Hebräischen Handschriften der Königlichen Hof- und Staatsbibliothek in München (Les manuscrits hébreux de la Bibliothèque royale nationale et de cour de Munich) dans le "Sitzungsberichte der-Philosophisch-Historischen Klasse der Königlichen Akademie der Wissenschaften in München", Munich, 1875.
- Polemische und Apologetische Literatur in Arabischer Sprache Zwischen Muslimen, Christen und Juden (Littérature polémique et apologétique en langue arabe entre les Musulmans, les Chrétiens et les Juifs), Leipzig, 1877.
- Catalog der Hebräischen Handschriften in der Stadtbibliothek zu Hamburg (Catalogue des manuscrits en hébreu dans la bibliothèque nationale de Hambourg), Hambourg, 1878.
- Die Arabischen Übersetzungen aus dem Griechischen (Les traductions arabes à partir du grec), Berlin, 1889-96.
- Die Hebräischen Übersetzungen des Mittelalters und die-Juden als Dolmetscher (Les traductions en hébreu au Moyen Âge et les Juifs en tant qu'interprètes), Berlin, 1893.
- Verzeichniss der Hebräischen Handschriften der Königlichen Bibliothek zu Berlin (Catalogue des manuscrits en hébreu de la bibliothèque royale de Berlin), Part i, Berlin, 1897; part ii, ib. 1901.
- Die Arabische Literatur der Juden (La littérature en arabe des Juifs). Francfort-sur-le-Main, 1902.

En plus, Steinschneider a écrit de très nombreux articles dans différentes revues et participé sous des formes variées aux œuvres d'autres chercheurs. Les essais suivants de Steinschneider méritent une mention spéciale :
- Ueber die Volksliteratur der Juden (De la littérature populaire des Juifs), dans "Archiv für Literaturgeschichte" de R. Gosche, 1871:
- Constantinus Africanus und Seine Arabischen Quellen (Constantin l'Africain et ses sources arabes), dans les "Archiv" de Rudolf Virchow, vol. xxxvii;
- Donnolo : Pharmakologische Fragmente aus dem 10. Jahrhundert (Donnolo: fragments pharmacologiques du Xe siècle), ib.;
- Die Toxologischen Schriften der Araber bis zum Ende des XII. Jahrhunderts (Les écrits toxicologiques des Arabes vers la fin du XIIe siècle), ib. lii (aussi imprimé séparément);
- Gifte und Ihre Heilung: Eine Abhandlung des Moses Maimonides (Les poisons et leur guérison: un document de Moïse Maïmonide, ib. lvii;
- Gab Es eine Hebräische Kurzschrift? (Y a-t-il eu une écriture hébraïque abrégée ?) « dans "Archiv für Stenographie", 1877 (réimpression de l'article "Abbre viaturen", préparé par Steinschneider pour le "Real-Encyclopädie des Judentums", voir ci-dessus);
- Jüdische Typographie und Jüdischer Buchhandel (Typographie juive et librairie juive) avec D. Cassel, dans l'"Encyc" de Ersch et Gruber, section ii, part 28, p. 21-94;
- Die Metaphysik des Aristoteles in Jüdischer Bearbeitung (La métaphysique d'Aristote dans la culture juive), dans le "Zunz Jubelschrift", 1886;
- Jehuda Mosconi, dans le "Magazin" berlinois, 1876;
- Islam und Judenthum (Islam et judaïsme), ib. 1880;
- Ueber Bildung und den Einfluss des Reisens auf Bildung (Sur la formation et l'influence des voyages sur la formation) : deux conférences données dans le Verein Junger Kaufleute; reproduites dans le "Sammlung Gemeinverständlicher Wissenschaftlicher Vorträge" de Virchow-Wattenbach, 1894.
- Lapidarien: Ein Culturgeschichtlicher Versuch (Les lapidaires : une tentative d'histoire culturelle), dans le Kohut Memorial Volume, 1896;
- Jüdisch-Deutsche Literatur (Littérature judéo-allemande), dans "Serapeum" de Neuman, 1848-49;
- Jüdisch-Deutsche Literatur und Jüdisch-Deutsch (Littérature judéo-allemande et le judéo-allemand), ib. 1864, 1866, 1869;
- articles sur l'Arabie, les Arabes, la littérature arabe, les califes, le Coran, la religion musulmane, et les sectes musulmanes dans la seconde édition (1839-43) du "Universallexikon" de Pierer;
- Letteratura Italiana dei Giudei (Littérature juive en italien) dans "Il Vessillo Israelitico, "1877-80;
- Letteratura Anti-giudaica in Lingua Italiana (Littérature anti-juive en langue italienne), ib. 1881-83;
- Zur Geschichte der Übersetzungen aus dem Indischen in's Arabische (Histoire des traductions de l'indien en arabe), dans "Z. D. M. G." 1870-71;
- Hebräische Drucke in Deutschland (Éditions hébraïques en Allemagne), dans le Zeitschrift für die Geschichte der Juden in Deutschland de Ludwig Geiger, 1886-92;
- Abraham Judaeus-Savasorda und Ibn Esra, dans le Zeitschrift für Mathematik und Physik d'Oscar Xavier Schlömilch, 1867;
- Abraham ibn Esra, ib. 1880.

Dans son testament philosophique qu'il écrit dans la préface de son Arabische Literatur der Juden (Littérature des Juifs en langue arabe), il pose les fondements principaux de l'étude de la littérature et de l'histoire juive, et n'hésite pas, à l'âge de quatre-vingt six ans, à formuler une « profession de foi agnostique ».